# کواک سین-آئه
کواک سین-آئه (به انگلیسی: Kwak Sin-ae) (به کره‌ای: 곽신애) تهیه‌کنندهٔ زن فیلم اهل کره جنوبی است که مدیر عامل شرکت سرگرمی و هنر بارونسون سئول می‌باشد، شناخته‌شده به عنوان تهیه‌کنندهٔ فیلم سال ۲۰۱۹ انگل. وی برندهٔ جایزه اسکار بهترین فیلم در نود و دومین دوره جوایز اسکار و جایزهٔ بهترین فیلم در جوایز سینمایی آسیا پاسیفیک شد.